# Веранес, Аислан
Аислан Антонио Веранес Гарсия (исп. Haislan Antonio Veranes García, род.4 марта 1983) — канадский борец вольного стиля кубинского происхождения, призёр Панамериканских игр и панамериканских чемпионатов.

## Биография
Родился в 1983 году в Гуанабакоа (Куба). В 2004 году эмигрировал в Канаду, в 2007 году получил канадское гражданство.
В 2008 году стал серебряным призёром панамериканского чемпионата, но на Олимпийских играх в Пекине был лишь 16-м. В 2009 году вновь стал серебряным призёром панамериканского чемпионата. На панамериканских чемпионатах 2010 и 2011 годов завоёвывал бронзовые медали. В 2012 году принял участие в Олимпийских играх в Лондоне, где занял 7-е место. В 2015 году стал бронзовым призёром Панамериканских игр. В 2016 году принял участие в Олимпийских играх в Рио-де-Жанейро, где занял 11-е место.